# Монтејази
Монтејази (итал. Monteiasi) је насеље у Италији у округу Таранто, региону Апулија.
Према процени из 2011. у насељу је живело 5350 становника. Насеље се налази на надморској висини од 56 м.

## Становништво
Према резултатима пописа становништва 2011. у општини је живело 5.522 становника.
| 1931. | 1936. | 1951. | 1961. | 1971. | 1981. | 1991. | 2001. | 2011. |
| ----- | ----- | ----- | ----- | ----- | ----- | ----- | ----- | ----- |
| 2.744 | 2.978 | 3.782 | 4.088 | 4.250 | 5.086 | 5.295 | 5.199 | 5.522 |